# Gruppo 61
Il Gruppo 61 (in tedesco "Gruppe 61" o "Dortmunder Gruppe 61") fu un movimento letterario tedesco. Sorse a Dortmund nel 1961 per iniziativa dello scrittore Max von der Grün e del direttore della biblioteca locale Fritz Hüser, ed ebbe tra i suoi esponenti maggiori Günter Wallraff, Josef Reding, Angelika Mechtel, Peter-Paul Zahl, Bruno Gluchowski. Fin dal nome il gruppo si pose in aperta polemica con il Gruppo 47, rifiutando formalismi e intellettualismi e promuovendo una letteratura neo-realistica, che avesse come oggetto principale il mondo del lavoro e la classe operaia.
Nell'esasperato clima di guerra fredda dell'epoca il movimento, peraltro non privo di obiettivi sociopolitici, fu guardato con forte sospetto dalle autorità della Repubblica Democratica Tedesca, e comunque si sciolse dopo breve tempo per contrasti interni tra i suoi esponenti. Nonostante la breve durata, influenzò numerosi autori successivi, e fu alla base della successiva istituzione dell'associazione letteraria Werkkreis Literatur der Arbeitswelt ("Gruppo di lavoro della Letteratura sul mondo del lavoro").